# 亨利·圣克莱尔·德维尔

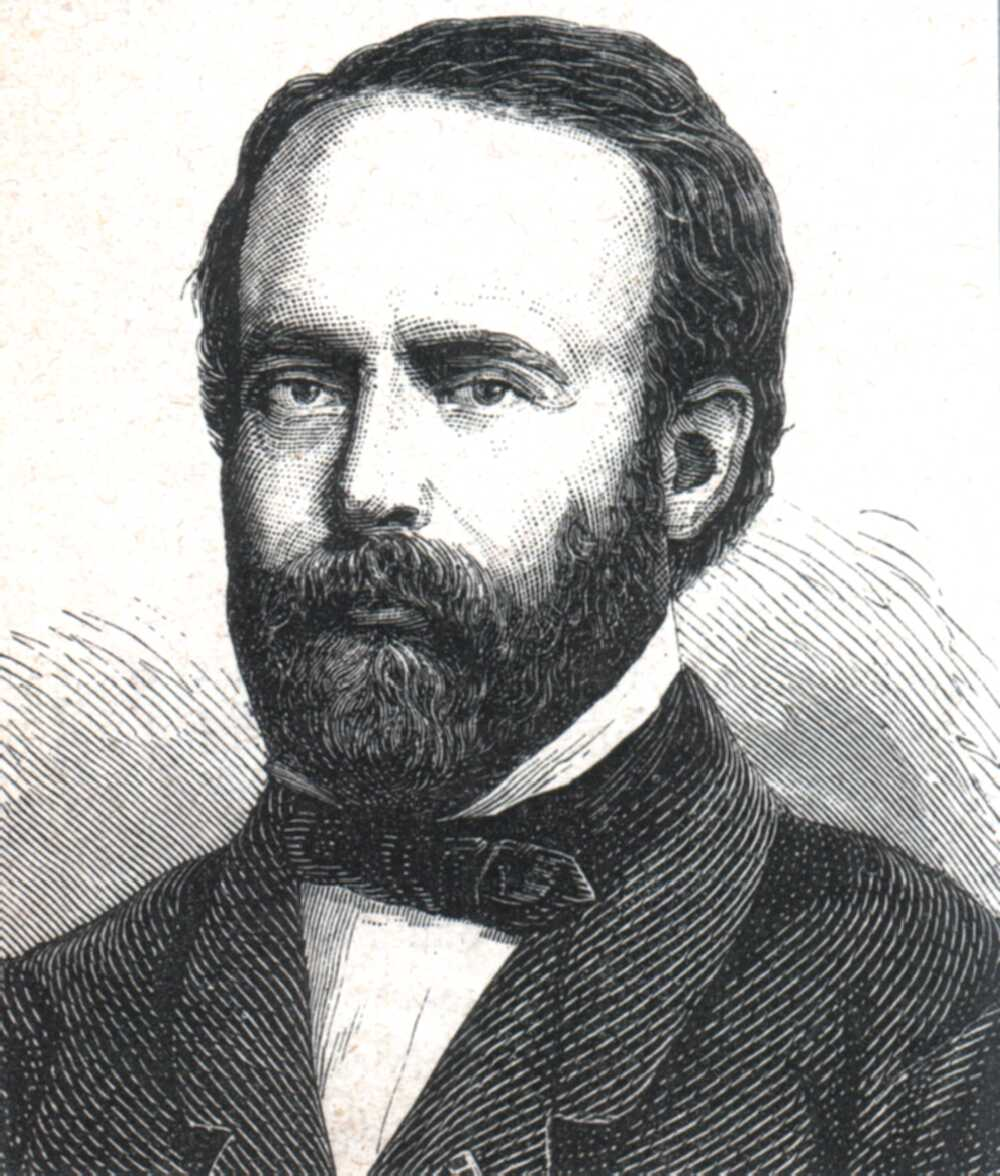
亨利·艾蒂安·圣克莱尔·德维尔

亨利·艾蒂安·圣克莱尔·德维尔（法语：Henri Étienne Sainte-Claire Deville，1818年3月9日—1881年7月1日） 是一位法国化学家。
德维尔曾在贝桑松和巴黎任大学教授并在1854年首次成功首次制得铝。他研制了铂金属并和弗里德里希·维勒共同发现了结晶硼和结晶硅。他的兄弟是地理学家夏尔·约瑟夫·圣克莱尔·德维尔（Charles Joseph Sainte-Claire Deville，1814–1876）。